# Chen Ruolin
Chen Ruolin (pinyin: Chén Ruòlín), född 12 december 1992 i Jiangsu, är en kinesisk simhoppare. Hon har vunnit fem olympiska guldmedaljer, två i individuella höga hopp (2008 och 2012) och tre i synkroniserade höga hopp (2008, 2012 och 2016).